# Бурый змееяд
Бурый змееяд (лат. Circaetus cinereus) — вид хищных птиц из семейства Accipitridae. Подвидов не выделяют. Распространён в засушливых районах Африки. Охотится почти исключительно на змей (в том числе на чёрную мамбу). Бурый змееяд имеет длительный цикл размножения, выкармливает одного птенца. Несмотря на то, что птица редко встречается в природе, диапазон ее местообитаний достаточно широк. Поэтому Международный союз охраны природы (IUCN) присвоил виду охранный статус LC — «виды, вызывающие наименьшие опасения».

## Описание
Бурый змееяд достигает длины 71–78 см и массы от 1500 до 2500 г; размах крыльев 160—185 см. Оперение окрашено в тёмно-коричневый цвет. Неоперённые ноги бледного цвета. Радужная оболочка глаз — ярко-жёлтая. Сверху и снизу хвоста нечёткая тройная яркая полоса. Кончики хвостовых перьев узкие и более светлые.